# Jeep Willys
O Willys MB (comumente chamado de Jeep, designação oficial do Exército Americano Truck, 1/4 ton, 4x4 e Ford GPW) foi um automóvel utilitário leve 4x4 produzido durante a Segunda Guerra Mundial pela Willys Overland e pela Ford.
Foi produzido de 1941 a 1945, em um total de aproximadamente 647 925 unidades, que em sua maioria foram a versão Willys MB (produzida pela Willys) e o Ford GPW (produzida pela Ford). Foi utilizado por todos os aliados na guerra, atuando tanto na Europa quando no Pacífico.
Posteriormente após a guerra, foi utilizado na Guerra da Coréia e na Guerra do Vietnam, e teve versões de uso civil, que foram fabricada até os anos 1980.

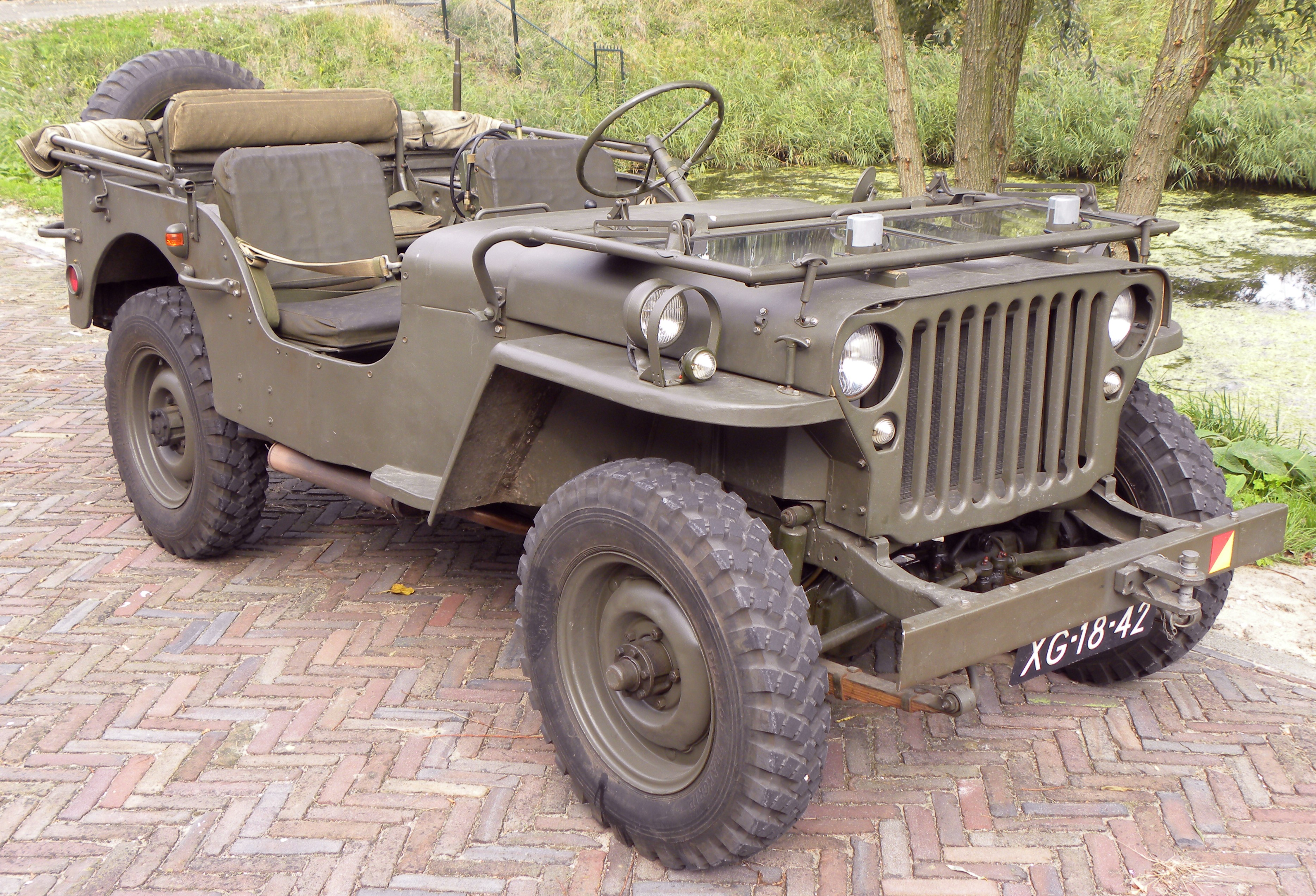
Um exemplar militar do Jeep Willys.